# Eupithecia kobayashii
Eupithecia kobayashii là một loài bướm đêm trong họ Geometridae.